# 媳婦的人生
《大家一起恰恰恰》，為韓國KBS 1TV於2009年6月29日起播出的日日連續劇，由《大王世宗》的金成根導演與《山後的南村》的劉允京編劇合作打造。此劇講述兩個寡婦在艱難的現實中，作為家長生活的孤軍奮戰故事。

## 演員陣容

### 雙寡婦一家
| 演員   | 角色   | 介紹 |
| 沈慧珍 | 河允貞 | 秀賢的媽媽，正女的二兒媳，性格樂觀自信，雖然一無所有，但擁有自尊心。她因意外失去丈夫，之後作為雙寡婦家的家長兼汽車中心社長負責家裏的生計。對侄子來說，她是可靠的媽媽，對於失去兩個兒子的婆婆來說，她是堅實的家庭支柱。她以塗汽車油代替化妝，成為硬朗而毫無顧忌的半個男人。 |
| 朴海美 | 吳東子 | 真宇、真京的媽媽，正女的大兒媳，與允貞在同一天一點鐘因事故失去丈夫。雖然耳朵又細又愛管閒事，經常惹麻煩，但她還是擁有不懂事的純真和柔弱女性氣質。 |
| 金英玉 | 朴正女 | 她很感謝允貞照顧大兒媳和不懂事的女兒，而且還為養家餬口而受苦和負責家務。她特別對家裏唯一的兒子真宇，擁有非同一般的愛意。 |
| 李清娥 | 韓秀賢 | 自由身動畫PD，允貞的女兒，夢想著用聰明的性情和知性，成為業界認可的PD製作出好的動畫。因為心胸深厚，懂事早，她在別人指使之前已幫家裏做家務，生活儉樸，開銷樸實，無可挑剔，是難得一見的善良姑娘。                                                                             |
| 吳萬石 | 韓真宇 | 東子的兒子， 獨角獸糕點公司營銷部基層職員。他是無法拒絕他人請求的「Yes man」，是只有女人熙熙攘攘的雙寡婦家中的唯一男人，既是她們堅實的保鏢，也是自豪的存在。 |
| 朴韓星 | 韓真京 | 東子的女兒，家裡的麻煩製造者。 |

### 李校長一家
| 演員   | 角色   | 介紹 |
| 崔珠峰 | 李校長 | 退休教育公務員，李哲和李漢的爸爸，在福利會館給老人教韓文。 |
| 金甫美 | 李正淑 | 李校長最小的妹妹，因為哥哥的反對，至今過著老處女的生活。雖然看似會耍小聰明，但心性善良。                                                                           |
| 李宗秀 | 李哲   | 李校長的大兒子，獨角獸糕點營銷組組長。雖然天生的頭腦非常靈活，但無論如何都是伴隨著徹頭徹尾的自我管理和不斷努力的努力型人才，具有晉升的野心、抱負和堅定的目標意識。 |
| 李重文 | 李韓   | 李校長的二兒子，配音員，以天生的樂觀和完美的自我肯定，連在身邊觀看的人也被稱他為「傳染能量的幸福病毒」。                                                           |

### 獨角獸集團
| 演員   | 角色           | 介紹 |
| 洪耀燮 | 韓泰秀／姜申旭 | 獨角獸糕點會長，恩惠的丈夫，在家裏是好丈夫好爸爸，在公司裏是慈祥的代表理事。他像玻璃器皿一樣對待柔弱的妻子，努力把一切都配合到妻子身上。他和妻子炫耀着特別的愛情，培養13歲的晚生女的樂趣，是不知道時間流逝的理想丈夫。 |
| 李應敬 | 羅恩惠         | 獨角獸糕點社長，申旭的妻子，在公司裏展現了有氣派的老闆形象，在家裏卻展現了看著丈夫心動的少女形象。她直接參與經營公司，發揮自己的能力。                                                                                 |
| 趙安   | 姜娜英         | 申旭和恩惠的大女兒，外表高尚但性格自私，不懂得珍惜別人關懷。因為在殷實家庭下成長，因此擁有單純和不懂事的性格，不考慮對方就會直言不諱，稍有不慎就會顯得厚顏無恥。                                                       |
| 徐志熙 | 李正淑         | 申旭和恩惠的小女兒，在學習和藝術方面無所不能。與年齡相比，她的口才好，也懂撒嬌，不僅獨佔了爸爸媽媽，還獨佔了姐姐的愛。                                                                                                 |

### 其他人物
| 演員   | 角色   | 介紹 |
| 李鍾原 | 李俊宇 | 著名漫畫家，年輕時描繪的兒童漫畫電影系列大受歡迎，再加上帥氣的外貌，因此名聲大噪。他住在允貞的汽車中心2樓，除了漫畫之外，對世事不感興趣，所以也沒什麼會做的。 |